# Manuel Sbdar
Manuel Sbdar (nacido el 29 de julio de 1962 en Tucumán, Argentina) es un investigador, docente y escritor argentino. Publicó diez libros sobre economía, finanzas y empresas.

## Trayectoria
Se graduó en Ciencias Económicas (Universidad Nacional de Tucumán) y es MBA de la Escuela Superior de Administración y Dirección de Empresas, ESADE (Barcelona, España). 
Entre 2003 y 2007 fue director de Educación Ejecutiva, del Executive MAB y del MBA de la Universidad Torcuato Di Tella (Buenos Aires, Argentina).  
Es autor de “Diagnóstico financiero” (2001), “Rompiendo moldes” (2007), “La guita se hace laburando” (2014), “Palancas, Modelo de creación de empresas perdurables” (2015), “Cómo perdurar con tu PyME en Argentina” (2016), “River, La Máquina” (2017), “Anatomía de las PyMEs argentinas” (2018), “Los secretos mejor guardados de las PyMES Perdurables” (2018), “Diferencial o Muerte. Tu segunda vida puede ser digital” (2019), “Atlético Tucumán, La Fórmula” (2019). Sus libros son consultados como bibliografía obligatoria en distintas universidades de Argentina.
En 2009, Editó “Master en Negocios”, la primera obra colaborativa de management en habla hispana (176 autores de seis países).
Desde 2005, es director de MATERIABIZ Escuela de Negocios.
Desde 2018, es Vicepresidente de Educación del Club Atlético River Plate.

## Obras
- Diagnóstico financiero: Análisis y planificación (2001)[15][16]
- Rompiendo moldes de management y negocios (2007)[17]
- La guita se hace laburando (2014)[18][19]
- Palancas, Modelo de creación de empresas perdurables (2015)[20]
- Cómo perdurar con tu PyME en Argentina (2016)[21][22]
- River, La Máquina (2017)[23][24][25]
- Anatomía de las PyMEs argentinas (2018)[26]
- Los secretos mejor guardados de las PyMES Perdurables (2018)[27]
- Diferencial o Muerte. Tu segunda vida puede ser digital (2019)[28]
- Atlético Tucumán, La Fórmula (2019)[29]